# Frécourt

Frécourt este o comună în departamentul Haute-Marne din nord-estul Franței. În 2009 avea o populație de 95 de locuitori.

## Evoluția populației
| An        | 1975 | 1982 | 1990 | 1999 | 2006 | 2009 |
| --------- | ---- | ---- | ---- | ---- | ---- | ---- |
| Populație | 135  | 125  | 115  | 87   | 98   | 95   |